# Sulcus parietooccipitalis
De sulcus parietooccipitalis  of wand-achterhoofdsspleet is een hersengroeve op het mediale vlak van de grote hersenen. De sulcus parietoocipitalis scheidt de occipitale van de pariëtale kwab.

## Verloop
In ongeveer de helft van de gevallen heeft de sulcus parietooccipitalis een echte verbinding met de sulcus calcarinus. In bijna alle gevallen loopt de sulcus parietooccipitalis door over het zijoppervlak van de grote hersenen.